# Mas Reig (Santa Eugènia de Berga)
El Mas Reig és una masia a poc més de mig quilòmetre a l'est del nucli de Santa Eugènia de Berga (Osona).

## Arquitectura
És una petita masia de planta rectangular, coberta a dues vessants amb el carener perpendicular a la façana situada a migdia. Per les característiques constructives hi distingim un cos annexionat a ponent que s'abriga sota el mateix vessant. Consta de planta baixa, pis i golfes. La façana presenta un portal d'arc de mig punt i diverses obertures totalment asimètriques. A tramuntana les obertures són petites. Davant de la façana hi ha un cobert de pedra a un vessant. A l'interior de la casa hi ha una escala de pedra amb els sostres empostissats i encaironats. S'hi conserven fogons de pedra i una llar de foc. A les golfes hi ha l'antic graner amb les partions característiques. És construïda amb pedra basta unida amb morter i afegitons de tàpia i de maó.

## Història
La història d'aquesta masia està unida al mas Aimerich, els seus habitants eren aloers, conserva una torre de defensa datada als segles xii i xiii. El llinatge es manté des d'aquestes dates fins a l'actualitat.
Un fadristern d'aquest mas, Rafael Reig, vers el 1500 va entrar per pubill al gran mas Real de la Sagrera de Taradell, que a partir d'aleshores es va convertir en el mas Reig i Real, o mas Reig. El mas Reig és masoveria de l'Aimerich i conserva grosses lloses de pedra que semblen indicar l'existència d'un antic molí.